# آمرزش (فیلم ۲۰۱۵)
آمرزش (انگلیسی: Absolution) (همچنین با عنوان: مزدور: بخشایش نیز شناخته می‌شود) یک فیلم سینمایی با موضوع داستان جنایی و اکشن محصول سال ۲۰۱۵ به کارگردانی کئونی واکسمن و بازیگر نقش اصلی فیلم استیون سیگال می‌باشد. این فیلم دنباله‌ای بر فیلم یک مرد خوب (۲۰۱۴) محسوب می‌شود؛ و ششمین همکاری استیون سیگال و کارگردان کئونی واکسمن می‌باشد.

## داستان
درست زمانی که یک قاتل قراردادی بنام جان الکساندر با بازی (استیون سیگال) با صحنه فرار یک دختری از دست رئیس اوباش او (وینی جونز) با روابط سایسی بالا مواجه شده‌است. بین اینکه از دختر محافظت کند یا مأموریتی را که برای آن استخدام شده انجام دهد دچار دوگانگی انتخاب شده و…